# Don’t Shut Me Down
«Don’t Shut Me Down» — песня шведской группы ABBA, вышедшая 6 сентября 2021 года. Была выпущена звукозаписывающим лейблом Polar Music в качестве ведущего сингла к студийному альбому Voyage одновременно с «I Still Have Faith in You». Авторами композиции являлись Бенни Андерссон и Бьорн Ульвеус. Ведущую вокальную партию в ней исполняет Агнета Фельтског.
Запись стала самым успешным синглом с пластинки, войдя в хит-парады множества стран по всему миру.

## О песне
Композиция была задумана и записана ещё в 2017 году, когда участники коллектива только воссоединились для совместной работы после 35-летнего перерыва. 27 апреля 2018 года группа объявила о создании двух песен на своём сайте, одной из которых была «Don’t Shut Me Down». Дальнейшая работа над проектом по разным причинам затянулась, поэтому публикация всё время откладывалась. Из буклета CD-сингла следует, что запись прошла в стокгольмской студии Бенни Андерссона Riksmixningsverket, а микширование в Mono Music Studio (также основанной Андерссоном) растянулось на пять лет, с 2017 по 2021 год. Участникам квартета в работе помогали музыканты аккомпанирующего состава, давно знакомые с ними. Так гитарные партии на «Don’t Shut Me Down» выполнил Лассе Велландер, сотрудничавший с ансамблем с 1974 года, а ударные — Пер Линдвалль, участвовавший в записи Super Trouper и The Visitors. Также был привлечён Стокгольмский концертный оркестр под руководством Йорана Арнберга.
Наконец, 2 сентября 2021 года на официальном YouTube-канале квартета была проведена презентация грядущего лонгплея и продемонстрированы два видеоклипа, в том числе и к «Don’t Shut Me Down». Ролик представлял собой видеозарисовку с текстом песни. Его режиссёром был Майк Андерсон из производственной компании Able. За первые 24 часа видео собрало 1,4 миллиона просмотров, заняв при этом третье место в трендах самых популярных YouTube в двенадцати странах, включая Великобританию.
В лирическом плане «Don’t Shut Me Down» представляет собой монолог одинокой женщины в исполнении Агнеты Фельтског. По сюжету героиня песни долго сидит на скамейке в парке, наблюдая за происходящим вокруг. Всё это происходит неподалёку от дома её бывшего мужчины, с которым они расстались много лет назад. Под вечер она решается позвонить к нему в дверь, чтобы сообщить о своём перерождении и объясниться, в надежде, что её мужчина примет её. Повествование насыщено воспоминаниями женщины, массой мирских деталей, будничных событий, предшествующих судьбоносной встрече и в ходе неё. Музыкально песня легко перетекает от балладного предисловия в подобие евро-регги со старомодным диско-ритмом, нанизанным на нечёткие басы.

## Восприятие
Публика и критика приняли песню с одинаковым воодушевлением. Подавляющее большинство рецензий было в восторженных тонах. Так, британское независимое интернет-издание The Line of Best Fit сообщило, что этим треком, повышающим уровень серотонина в организме, группа подарила слушателям «Dancing Queen»-эйфорию, которую все так ждали. Антон Вагин из Афиша Daily считал, что таким образом ABBA воскрешают ровно то, за что планета Земля влюбилась в них. «Это всё тот же старорежимный поп с его наивностью и простотой, с его преклонением перед мелодией как центром композиции, с его направленностью в вечность. — пишет он, — Да, здесь нет никаких экспериментов. Да, это игра на ностальгии. Но нужно ли нам было что‑то иное? Нисколько». Наиболее интригующим аспектом записи признавались сюжетные стихи, говорящие об эмоциональном переживании персонажей и силе их духа. В них угадывались связи с сюжетами хитов прошлых лет. Алекс Джеффри из musicOMH увидел здесь продолжение сценария «One of Us», а Барри Дивола из The Age и Джуд Роджерс из The Guardian нашли развитие истории из «The Day Before You Came». Осознание же реальной истории шведского квартета, состоящего из двух распавшихся пар, вносило по мнению критиков свой вклад в восприятие и придавало песне дополнительный вес.
Как заключал Пэт Кинг из американского электронного издания Paste, включивший «Don’t Shut Me Down» в список 10 самых выдающихся песен коллектива: «Это не только безупречный пример их (музыкальной) силы, но и раскрытие загадки распада группы в словах песни. Со знакомым, живым, вдохновлённым диско ритмом песни, подобные этой, являются хорошим напоминанием о влиянии и значении, которое ABBA оставила после себя, когда они впервые попрощались, и о том, как важно это последнее возвращение сегодня».

## Список композиций
| №  | Название             | Автор(ы)                       | Длительность |
| -- | -------------------- | ------------------------------ | ------------ |
| 1. | «Don’t Shut Me Down» | Бенни Андерссон, Бьорн Ульвеус | 3:59         |

## Участники записи
| ABBA: - Агнета Фальтског — ведущий вокал - Анни-Фрид Лингстад — вокал - Бенни Андерссон — вокал, пианино, синтезатор - Бьорн Ульвеус — вокал Приглашённые музыканты: - Лассе Велландер — гитара - Пер Линдвалл — ударные инструменты - The Stockholm Concert Orchestra: - Йоран Арнберг — дирижёр Стокгольмского концертного оркестра | Технический персонал: - Бенни Андерссон — продюсирование, сведение, аранжировки - Бьорн Ульвеус — сопродюсер - Бернард Лёр — звукорежиссёр, сведение, программирование - Линн Фияль — ассистент звукорежиссёра - Вильма Коллинг — ассистент звукорежиссёра - Бьорн Энгельман — мастеринг - Йорел Хансер — координатор - Бейли Уолш — фото - Бен Анселль — дизайн |

## Позиции в хит-парадах
| Чарт (2021)                           | Высшая позиция |
| ------------------------------------- | -------------- |
| Австралия (ARIA)                      | 27             |
| Австрия (Ö3 Austria Top 40)           | 14             |
| Бельгия/Фландрия (Ultratop 50)        | 9              |
| Бельгия/Валлония (Ultratop 50)        | 44             |
| Великобритания (OCC UK Singles)       | 9              |
| Венгрия (Single Top 40)               | 4              |
| Германия (GfK)                        | 5              |
| Дания (Tracklisten)                   | 7              |
| Европа (Billboard Euro Digital Songs) | 1              |
| Ирландия (IRMA)                       | 12             |
| Исландия (Plötutíðindi)               | 3              |
| Канада (Billboard Canadian Hot 100)   | 87             |
| Латвия (EHR)                          | 26             |
| Мир (Billboard Global 200)            | 54             |
| Нидерланды (Single Top 100)           | 18             |
| Новая Зеландия (Recorded Music NZ)    | 31             |
| Норвегия (VG-lista)                   | 7              |
| Португалия (AFP)                      | 177            |
| СНГ (TopHit Airplay)                  | 237            |
| США (Billboard Digital Songs)         | 32             |
| Финляндия (Suomen virallinen lista)   | 3              |
| Хорватия (ARC 100)                    | 10             |
| Швейцария (Schweizer Hitparade)       | 1              |
| Швеция (Sverigetopplistan)            | 1              |
| Япония (Billboard Japan Hot 100)      | 96             |